# Ischnotoma (Ischnotoma) eburnea
Ischnotoma (Ischnotoma) eburnea is een tweevleugelige uit de familie langpootmuggen (Tipulidae). De soort komt voor in het Australaziatisch gebied.